# Колпашево
Колпа́шево — город (с 1938) в России, административный центр Колпашевского района и Колпашевского городского поселения Томской области. Город расположен на правом берегу Оби, в 270 км к северо-западу от Томска.

## История
Колпашево как деревня существует с начала XVII века, была основана служилыми людьми Колпашниковыми. Целый ряд исследователей (К. Доннер, Н.П. Максимова и др.) отмечают Колпашево среди населённых пунктов, где традиционно проживают южные селькупы (преимущественно группа шёшкуп), и распространён шёшкупский диалект южноселькупского языка. В XVII—XVIII веках через Колпашево пролегали маршруты русских посольств в Китай и камчатских экспедиций Витуса Беринга. В 1878 году Колпашево стало селом, в 1926 году — посёлком, в 1933 году — рабочим посёлком, в 1938 году Колпашеву был присвоен статус города. С 1932 по 1944 год — административный центр Нарымского округа.
В 1923—1925 годах в Колпашеве находился в ссылке Агафангел (Преображенский), в будущем святой Русской православной церкви в лике священноисповедников.
Известен Колпашевский яр, где находится массовое захоронение репрессированных (по некоторым данным, разрушено по указанию первого секретаря обкома КПСС Егора Лигачёва).
В 1941—1943 годах в Колпашево был эвакуирован Новосибирский государственный педагогический институт.
По сообщению пресс-службы администрации Томской области, в районе Колпашева в рамках строительства Северной широтной дороги в 2009—2010 годах должно было начаться строительство моста через Обь длиною 1910 м. По мосту были даже начаты проектные работы, но строительство так и не началось. В планы правительства вмешался кризис.

## Климат
Город Колпашево приравнен к районам Крайнего Севера. Климат умеренный континентальный.
- Среднегодовая температура воздуха — −0,3 °C.
- Среднегодовая скорость ветра — 2,5 м/с. Среднемесячная скорость — от 1,9 м/с в июле до 2,9 м/с в мае и ноябре.
- Среднегодовая относительная влажность воздуха — 75 %. Среднемесячная влажность — от 63 % в мае до 83 % в ноябре[9].

| Показатель               | Янв. | Фев.  | Март | Апр. | Май  | Июнь | Июль | Авг. | Сен. | Окт. | Нояб. | Дек.  | Год   |
| ------------------------ | ---- | ----- | ---- | ---- | ---- | ---- | ---- | ---- | ---- | ---- | ----- | ----- | ----- |
| Средняя температура, °C  | −20  | −18,8 | −9,5 | −0,9 | 7,1  | 15,0 | 18,4 | 14,5 | 8,3  | −0,6 | −10,5 | −17,5 | −1,2  |
| Норма осадков, мм        | 23,7 | 14,7  | 17,8 | 26,2 | 53,9 | 58   | 67,8 | 70,6 | 50,1 | 46,7 | 35,6  | 30,1  | 495,2 |
| Источник: Climate Charts |      |       |      |      |      |      |      |      |      |      |       |       |       |

| Показатель              | Янв.  | Фев.  | Март  | Апр.  | Май   | Июнь | Июль | Авг. | Сен. | Окт.  | Нояб. | Дек.  | Год   |
| ----------------------- | ----- | ----- | ----- | ----- | ----- | ---- | ---- | ---- | ---- | ----- | ----- | ----- | ----- |
| Абсолютный максимум, °C | 3,4   | 7,3   | 12,5  | 24,0  | 33,6  | 34,3 | 34,6 | 32,5 | 28,6 | 22,5  | 7,9   | 4,6   | 34,6  |
| Средняя температура, °C | −19,2 | −16,3 | −8    | −0,4  | 8,6   | 15,5 | 18,4 | 15,0 | 8,8  | 0,8   | −10   | −16,8 | −0,3  |
| Абсолютный минимум, °C  | −51,4 | −50,6 | −42,2 | −32,8 | −13,4 | −5   | 2,0  | −3   | −8,5 | −28,5 | −48,4 | −49,8 | −51,4 |
| Норма осадков, мм       | 24    | 19    | 19    | 26    | 48    | 61   | 77   | 69   | 54   | 48    | 39    | 35    | 519   |
| Источник: .             |       |       |       |       |       |      |      |      |      |       |       |       |       |

## Население
| 1897    | 1920    | 1926    | 1939    | 1959    | 1967    | 1970    |
| ------- | ------- | ------- | ------- | ------- | ------- | ------- |
| 700     | ↘678    | ↗1400   | ↗15 200 | ↗22 595 | ↗25 000 | ↘24 911 |
| 1979    | 1989    | 1992    | 1996    | 1998    | 2000    | 2001    |
| ↗28 581 | ↗31 319 | ↘31 100 | ↘29 700 | ↘29 100 | ↘28 300 | ↘27 700 |
| 2002    | 2003    | 2005    | 2006    | 2007    | 2008    | 2009    |
| ↗28 441 | ↘28 400 | ↘26 900 | ↘26 300 | ↘25 800 | ↘25 500 | ↘25 292 |
| 2010    | 2011    | 2012    | 2013    | 2014    | 2015    | 2016    |
| ↘24 124 | ↘24 100 | ↘23 499 | ↘23 188 | ↘23 073 | ↗23 085 | ↗23 127 |
| 2017    | 2018    | 2019    | 2020    | 2021    |         |         |
| ↗23 272 | ↘23 209 | ↗23 260 | ↘22 920 | ↘20 824 |         |         |

На 1 января 2025 года по численности населения город находился на 659-м месте из 1124 городов Российской Федерации.

## Экономика
- ООО Авиапредприятие «Газпром авиа» (Томский филиал)
- ООО «Нептун-прод»
- Завод «Металлист»
- ООО «Колпашевская минеральная вода»
- Нарымская государственная селекционная станция (НГСС)
- ООО «Колпашевский рыбозавод»
- ПАО «Томская распределительная компания»

## Образование
1 сентября 1940 года на базе Колпашевского педагогического училища был открыт Колпашевский государственный учительский институт. В 1941 году, после начала Великой Отечественной войны, Институт был объединён с эвакуированным в Колпашево Новосибирским педагогическим институтом. В 1943 году Новосибирский институт возвратился в Новосибирск. Колпашевский учительский институт, ставший самостоятельным, с четырьмя отделениями (физико-математическое, естественно-географическое, историческое, литературное), просуществовал до 1956 года.
Школы:
- МБОУ «СОШ № 5»
- МАОУ «СОШ № 7»
- МБОУ «СОШ № 4»
- МАОУ «СОШ № 2»

Колледжи:
- КСПК (Колпашевский социально-промышленный Колледж)
- Колпашевский филиал ОГБПОУ «ТБМК» (Колпашевский медицинский колледж)

Учреждения Дополнительного образования:
- МБУ ДО «ДЮЦ» (Детско-юношеский центр)
- МАУДО «ДШИ» (Музыкальная школа)
- МБУ ДЭБЦ (Детский эколого-биологический центр)
- МБУ ДЮСШ (Детско-юношеская спортивная школа)

## Интернет
- ADSL (интернет по телефонной линии, Ростелеком), до 8 Мбит/сек. Доступен жителям Колпашевского района.
- GPON (оптоволоконный интернет, Ростелеком), до 60 Мбит/сек — Доступен в Колпашево и с. Тогур.
- ООО «МобилТелеком» (витая пара/оптоволокно)[31], до 100 Мбит/сек.

## Средства массовой информации

### Телевидение
- Телевидение Колпашева (основано в 1996 году)

#### Школьное телевидение
- Радуга TV — первое школьное телевидение в Колпашевском районе, созданное на базе МБОУ «СОШ№ 5»
- Чапаевка, 38 TV — школьное телевидение МАОУ «СОШ№ 2»

### Газеты
- Из первых рук (основана в 2015 году)
- Газета Колпашевская (основана в 2005 году)
- Советский Север (основана в 1932 году)

### Радио

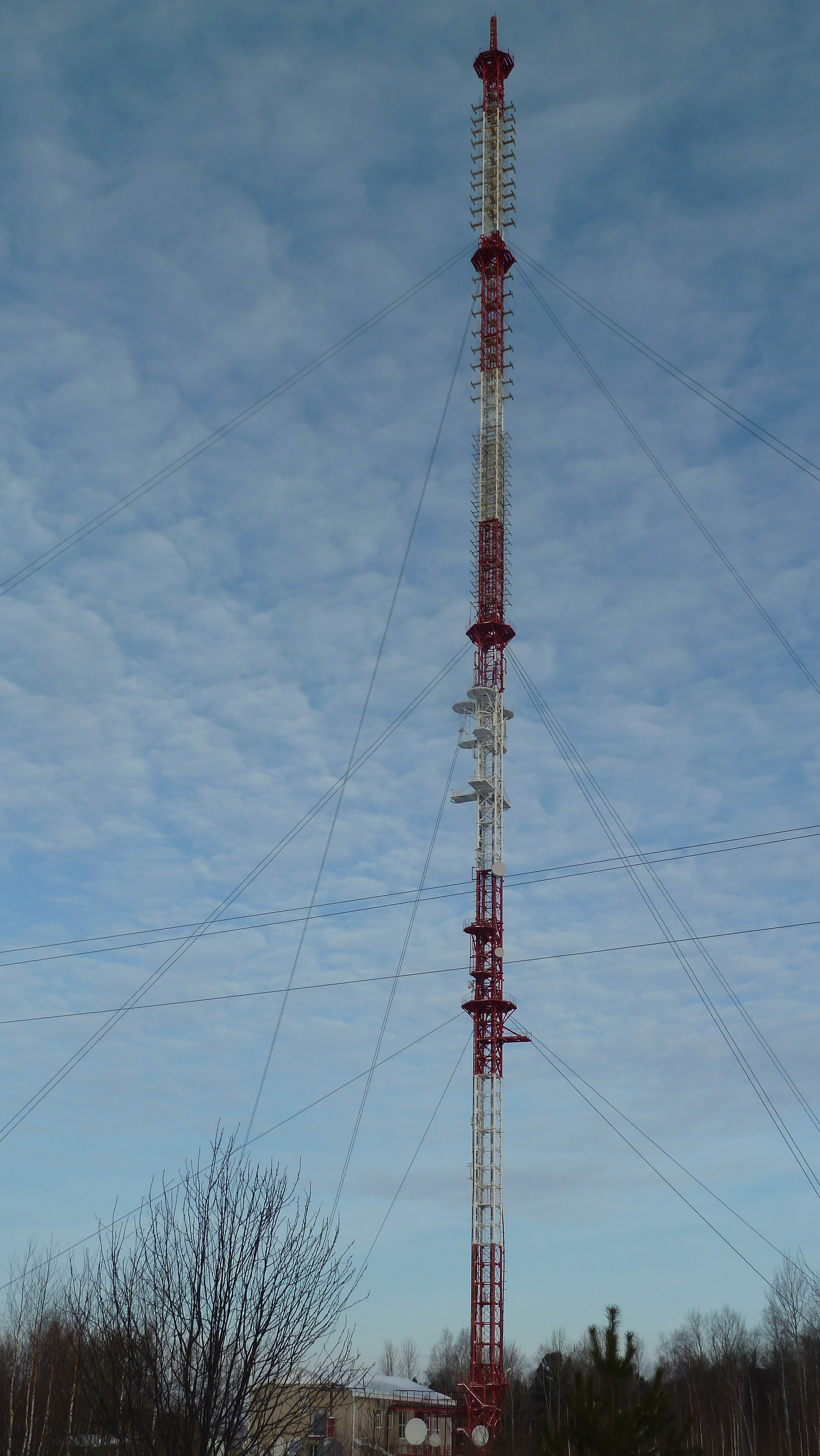
Радиотелевизионная станция «Колпашево»

- Авторадио «Колпашево»
- Дорожное радио (Томское вещание)

## Достопримечательности
- Колпашевский краеведческий музей;
- Вознесенский кафедральный собор;
- Саровское городище;
- Колпашевский яр.
- Кедровый парк

## Транспорт
Для транспортного соединения между Колпашевом и «большой землёй» есть федеральная дорога из Томска в Колпашево длиной 316 км. У Колпашево для преодоления реки присутствует паромная переправа. Также есть дорога Колпашево — Белый Яр (Верхнекетский район) — Асино — Томск, во время весенней распу́тицы (данная дорога находится не в лучшем состоянии — гравий и местами бездорожье, но отличный вариант во время распутицы). В Колпашево также есть автостанция с которой ходят автобусы до Томска, Новосибирска. Также пригородные маршруты до Большой Саровки, Новосёлово (Колпашевский район), Юдино (Колпашевский район).

### Общественный транспорт
Перевозчик: ООО"Автотранспортник" (межгород); ООО"Перевозчик" (город, пригород)

### Автобус

#### Городские маршруты
- № 1 Телецентр — Улица Гагарина (отдельные рейсы: Судоверфь — Волково, Чугунка-2 — Улица Гагарина (отдельный рейс с заездом к Шпальной), Судоверфь — Улица Гагарина, Телецентр — Улица Гагарина (отдельный рейс с заездом к Шпальной))
- № 3 РОВД — Аэропорт — РОВД; РОВД — АТП

Междугородние маршруты
- № 523 Колпашево - Томск
- № 3701 Колпашево - Новосибирск

Пригородные маршруты
- № 123 Колпашево - Новосёлово
- № 113/122 Колпашево - Большая Саровка (ДАЧИ)
- № 150а Колпашево - Чажемто[32]
- № 513 Колпашево - Копыловка[33] (в зимнее время)
- № 533 Колпашево - Юдино

#### Переправа
В летнее время действует паромная переправа, местной судоходной компанией «Сапфир». В весенний период маршрут паромной переправы: НГСС — Озёрное. В летнее до конца навигации маршрут паромной переправы: Колпашево (Пристань) — Озёрное
В зимнее время действует ледовая переправа Колпашево — Озёрное.
Авиация
Действует вертодром и ВПП (в Колпашево действовал аэропорт)

## Известные люди
- Клишин, Владимир Александрович (1939—2024) —работник органов госбезопасности, генерал-майор. Начальник главного управления контрразведки Межреспубликанской службы безопасности СССР.
- Волков, Владимир Фёдорович (1942—2014) — капитан 1-го ранга, командовал многими кораблями ВМФ СССР, командир корабля измерительного комплекса «Маршал Неделин».
- Голещихин, Григорий Васильевич (1925—1990) — участник и герой Великой Отечественной войны, Герой Советского Союза.
- Енткевич, Галина Фаддеевна (1897—1944) — монахиня, причислена к лику блаженных (христианская новомученица).
- Жданов, Ефим Афанасьевич (1912—1949) — участник и герой Великой Отечественной войны, Герой Советского Союза.
- Клюев, Николай Алексеевич (1884—1937) — русский поэт.
- Лаптев, Владимир Кириллович (1946—2016) — советский, затем российский кинорежиссёр и актёр.
- Плесовских, Константин Антипович (1920—2004) — участник и герой Великой Отечественной войны, полный кавалер ордена солдатской Славы. Родился в Колпашево.
- Севастьянов, Иван Иванович (1913—1951) — участник и герой Великой Отечественной войны, полный кавалер ордена солдатской Славы и кавалер ордена Боевого Красного Знамени. Умер и похоронен в Колпашево.
- Снегирев, Владимир Николаевич (род. 1947) — российский журналист-международник, писатель, военный журналист, освещавший войну в Афганистане, войну в Чечне, военные конфликты в Турции, Египте и ряде других стран.
- Трифонов, Феоктист Андреевич (1921—1943) — участник и герой Великой Отечественной войны, Герой Советского Союза.
- Черепанов, Артём Иванович (1920—1992) — участник и герой Великой Отечественной войны, полный кавалер ордена солдатской Славы. Умер и похоронен в Колпашево
- Арсений (Давыдов) (1873—1937)  — епископ Русской православной старообрядческой церкви.